# Marcel Szary
Marcel Szary (ur. 27 grudnia 1964 w Śremie, zm. 30 marca 2010 w Poznaniu) – polski działacz związkowy, członek OZZ „Inicjatywa Pracownicza”, robotnik w Zakładach im. Hipolita Cegielskiego.

## Życiorys
W czasach PRL-u należał do NSZZ „Solidarność”, przystąpił do niej jeszcze jako uczeń. W drugiej połowie lat osiemdziesiątych był koordynatorem w działającej w podziemiu Solidarności w Zakładach im. Hipolita Cegielskiego w Poznaniu. Po 1989 odszedł ze związku ze względu na jego zdaniem ugodowy charakter działalności. W czerwcu 2004 stał się jednym z organizatorów komisji Inicjatywy Pracowniczej w Zakładach im. Hipolita Cegielskiego. Był przedstawicielem załogi w zarządzie Zakładów. 
W 2007 i 2008 w zakładach H. Cegielskiego wystąpił spór płacowy pomiędzy załogą a zarządem. Pracownicy zaczęli organizować wiece, w formie tzw. „płyt”. Wiece te są charakterystyczną dla poznańskiego zakładu od strajków w 1956 formą wyrażania niezadowolenia wśród pracowników. Nazwa pochodzi od płyt traserskich (wysokości ok. 1,5 m), na których przemawiano, dyskutowano i wokół których gromadziła się załoga. Marcel Szary był jednym z głównych przemawiających. Przeciwko niemu wszczęto proces karny oskarżając o zorganizowanie w 2008 trzech nielegalnych wieców pracowniczych. W 2009 sąd uznał go winnym i skazał go na karę grzywny. Zdaniem sądu, wiece miały charakter strajku, ponieważ, chociaż nie były długie (15-30 min), wiązały się z odejściem pracowników od maszyn.
W 2007 zachorował na białaczkę. Pod koniec lutego 2010 z powrotem znalazł się w szpitalu, gdzie zaangażował się w obronę pielęgniarek. Zmarł 30 marca 2010. Został pochowany na cmentarzu Miłostowo w Poznaniu (pole 51, kwatera 1).

## Upamiętnienie
- Marcel Szary był jednym z głównych bohaterów projektu teatralnego „Ceglorz” przygotowanego przez Teatr Ósmego Dnia i Inicjatywę Pracowniczą (premiera 25-26 czerwca 2013). Projekt był opisywany jako forma upamiętniania historii ruchu robotniczego w formie historii mówionej[9].
- W Bytomiu 2013 w ramach projektu Metropolis Rafał Jakubowicz przygotował instalację „Płyta”, upamiętniającą Marcela Szarego i zorganizowane przez niego strajki[10].
- Pamięci Marcela Szarego dedykowana jest książka Jarosława Urbańskiego Strajk. Historia buntów pracowniczych, Wydawnictwo RM, Warszawa 2024.